# مثلمة مظلية

المثلمة المظلية (الاسم العلمي: Aulax umbellata) هي نوع نباتي يتبع جنس المثلمة من الفصيلة البروطية.	

## الموئل والانتشار
موطنه جنوب أفريقيا.